# Regeringsformatie België 1929
Na de val van de regering-Jaspar II op 25 november 1929 ging de formatie van een nieuwe Belgische regering van start. De formatie duurde acht dagen en leidde tot de vorming van de regering-Jaspar III

## Verloop van de formatie

### Aanloop naar de formatie

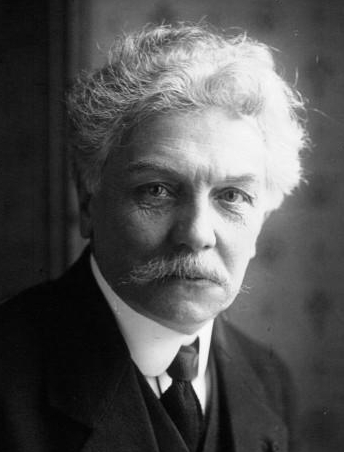
Henri Jaspar.

Op 26 mei 1929 vonden er parlementsverkiezingen plaats. De regering-Jaspar II, een coalitie van de Katholieke Unie en de Liberale Partij, behield haar meerderheid en besloot daarom voort te regeren, waardoor er geen regeringsformatie plaatsvond. Door de verkiezingsoverwinning van de Vlaams-nationalistische Frontpartij kwam de taalkwestie hoog op de politieke agenda te staan. Premier Henri Jaspar (Katholieke Unie) wilde de volledige vernederlandsing van de Rijksuniversiteit van Gent doorvoeren, maar de liberalen, die de Franstalige minderheid in Vlaanderen verdedigden, wilden in ruil waarborgen krijgen voor de Franstalige minderheden in het lager en middelbaar onderwijs. Op de ministerraad van 25 november 1929 wilde Jaspar echter zijn wetsontwerp over de vernederlandsing van de Rijksuniversiteit onverwijld laten goedkeuren, zonder waarborgen. De liberale ministers weigerden evenwel het wetsontwerp te ondertekenen zonder de steun van hun partij, waardoor de regering besloot om af te treden.
De dag daarna ging premier Jaspar op audiëntie bij koning Albert I om het ontslag van de regering in te dienen. De koning aanvaardde het ontslag en belastte de regering met de afhandeling van de lopende zaken. Dezelfde dag nog besliste de socialistische partij BWP-POB om in de oppositie te blijven en niet deel te nemen aan de regeringsonderhandelingen als er geen nieuwe verkiezingen werden gehouden. Hierdoor behoorde alleen een hernieuwde katholiek-liberale coalitie tot de mogelijkheden. Op 27 november begon de koning met zijn raadplegingen om een oplossing te vinden voor de politieke crisis en ontving hij achtereenvolgens Kamervoorzitter Emile Tibbaut, Senaatsvoorzitter Charles Magnette, ministers van Staat Aloys Van de Vyvere, voorzitter van de katholieke Kamerfractie, en Fulgence Masson (liberaal) en de liberale minister Paul-Emile Janson. Op 28 november was het de beurt aan de socialistische leider Emile Vandervelde, de voormalige socialistische Kamervoorzitter Emile Brunet, Albert Devèze, voorzitter van de Liberale Partij, Frans Van Cauwelaert, voorzitter van de Katholieke Vlaamsche Kamergroep, de katholieke minister Hendrik Heyman en Paul Segers, voorzitter van de Federatie van Katholieke Kringen en Conservatieve Verenigingen. Op 29 november voltooide de koning zijn consultaties met de ontvangst van minister van Kunsten en Wetenschappen Maurice Vauthier (liberaal) en de katholieke minister van Staat Jules Renkin.

### Verkenner Henri Jaspar (29 november - 3 december 1929)
Dezelfde dag nog vroeg de koning aan Henri Jaspar om een nieuwe regering te vormen, maar de ontslagnemende premier wilde eerst het terrein verkennen en hield zijn antwoord in beraad. Op 30 november voerde hij overleg met Kamerfractieleiders Maurice Lemonnier (liberaal) en Aloys Van de Vyvere (katholiek), Paul Segers en parlementsleden Adolphe Max (liberaal) en Jules de Géradon (katholiek). De dag daarna besliste de liberale Landsraad dat hun ministers in de regering mochten blijven en mochten meewerken aan de vernederlandsing van de Rijksuniversiteit van Gent, maar werd vastgehouden aan de voorwaarde dat er waarborgen moesten komen voor het Franstalig lager en middelbaar onderwijs in Vlaanderen. Hiermee waren de grootste obstakels voor een hernieuwde katholiek-liberale regering opgeheven. Op 2 december raadpleegde Jaspar de liberale ministers Paul Hymans en Paul-Emile Janson om de mogelijkheid van een hernieuwde katholiek-liberale regering te bespreken en consulteerde hij eveneens de uittredende ministers Henri Baels (katholiek), Maurice Vauthier (liberaal), Jules Van Caenegem en Maurice Houtart (beiden katholiek).

### Formateur Henri Jaspar (3 december - 4 december 1929)
Nadat Jaspar een akkoord had bereikt over de vernederlandsing van de Rijksuniversiteit van Gent ging hij op 3 december 1929 terug naar het Paleis om de door de koning aangeboden formatie-opdracht te aanvaarden. Vervolgens voerde de premier onderhandelingen met de katholieken Prosper Poullet, Paul Tschoffen en Jules Van Caenegem en de liberale parlementsleden Octave Dierckx, Robert Petitjean en Jules Ingenbleek om de kwestie over het lager en middelbaar onderwijs te regelen. Nadat dit was gelukt, bereikte Jaspar op 4 december een akkoord over de samenstelling van de regering-Jaspar III. De nieuwe regering telde dezelfde twaalf ministers die reeds deel uitmaakten van de regering-Jaspar II, waardoor er geen eedaflegging bij de koning hoefde plaats te vinden.
Op 10 december 1929 werd in Kamer en Senaat de regeerverklaring voorgelezen, respectievelijk door premier Henri Jaspar en minister van Buitenlandse Zaken Paul Hymans. De speerpunten van die regeringsverklaring waren als volgt:
- het parlement zou zich uitspreken over de vernederlandsing van de Rijksuniversiteit van Gent.
- er werd een commissie opgericht die zich zou buigen over het Franstalig lager en middelbaar onderwijs in Vlaanderen en de taalkwestie in het leger, bestuurszaken en het gerecht.
- er zou verder ingezet worden op de ontwikkeling van de landbouw, de handel en de nijverheid.
- uitvoering van grote openbare werken.
- vermindering van de belastingen en vereenvoudiging van het belastingsysteem.
- uitbreiding van de sociale wetten.
- voortzetting van het buitenlands beleid van vrede en internationale samenwerking.

Op 18 december kreeg de regering het vertrouwen van de Kamer, op 24 december 1929 deed de Senaat hetzelfde.
1919 · 1920 · 1921 · 1923 · 1924 · 1925 · 1926 · 1927 · 1929 · 1931 · mei 1932 · okt. 1932 · dec. 1932 · jun. 1934 · nov. 1934 · 1935 · 1936 · 1937 · 1938 ·  feb. 1939 · apr. 1939 · 1940 · 1944 · 1945 · feb-mrt 1946 · jul-aug 1946 · 1947 · 1948 · 1949 · jun 1950 · aug 1950 · 1952 · 1954 · jun. 1958 · nov. 1958 · 1961 · 1965 · 1966 · 1968 · 1971/72  · 1972/73 · 1974 · 1977 · 1978 · 1978/79 · apr.-mei 1980 · okt. 1980 · apr. 1981 · nov.-dec. 1981 · 1985 · oktober 1987 · 1987/88 · 1991/92 · 1995 · 1999 · 2003 · 2007 · 2008 · 2010/11 · 2014 · 2019/20 · 2024/25